# Patrick Eris
Patrick Eris (nacido como Thomas Bauduret en París, el 22 de octubre de 1963) es un escritor y traductor profesional francés adscrito a los géneros de la ciencia ficción, fantasía, historias policíacas y literatura infantil. Como traductor al francés, sus principales trabajos se encuentran en la serie Bobby Pendragon de D.J. MacHale o los 20 volúmenes de la saga de Star Wars: Aprendiz de Jedi de Dave Wolverton y Jude Watson, entre otros.

## Obras

### Novelas
- Born killer (Sipe/Seno, Les Quatre Dimensions N° 5, 1996).
- Une Balle dans l'Esthète (Serie: Le Poulpe, Éd. Baleine, 1997).
- Rush (Nestiveqnen Éditions, 1997).
- La Première Mort (Éd. Atout Editions, 2003).
- L'Autobús de minuit (Éd. Naturellement, 2001; reeditado por Éditions Malpertuis en 2009).
- Fils de la Haine (Rivière Blanche, nominado al Lion Noir del Festival Neuilly Plaisance, 2005).
- Blade, Voyageur de l'Infini (2005, en colaboración con Nemo Sandman).

### Cuentos
- Isolation en Étoiles Vives (Éd. du Bélial/Orion, Anthologies Étoiles Vives N° 5, 1998).
- L'architecte en Jour de l'an 1000, Nestiveqnen, Horizons Fantasy, 1999).
- Zombies De Tous Pays... en Lueurs Mortes, (Revue Ténèbres N° 8, 1999).
- Papy Express en Accidents de parcours, (Éd. La Bartavelle Noire, 2000).
- Albatros en Douces ou cruelles ?, (Fleuve noir, Les Terreurs, 2001).
- La promesse rompue en Eros Millénium, (J'ai lu, Millénaires N° 6062, 2001).
- Lemmings en Pouvoirs Critiques, (Nestiveqnen, Horizons Futurs N° 8, 2002).
- Le casse du siècle, en la revista Hauteurs N°9 (2002).
- Nuit Noire en Noires Sœurs, (Éd. l'Œil Du Sphinx, 2002).
- Le Cirque des Épées con Nemo Sandman en Elric et la Porte des Mondes (Fleuve noir, Rendez-vous ailleurs N° 37, 2006).
- L'Homme des Tavernes, en Meurtres sur un plateau (Éd. l'écailler du Sud, 2006).
- Moins Que Rien en la revista Elegy (2007).
- Histoire Du Parfumeur Halai Et Du Sultan Jadar (2007), en Parfums Mortels (col. Brouillards, Éditions Malpertuis, 2007).
- Les Enfants Miracles en (Pro)créations (col. Imaginaires, Éd. Glyphe, 2007).
- Anima Mundi con Nemo Sandman en Fauves et Métamorphoses (col. Pueblos, Éd. CDS, 2010).
- L'employé du mois, en Black Mamba 18 (2010).
- Metal con Nemo Sandman en Tarot (Éd. Voy'Eln 2011).
- Nouvelle Science con Nemo Sandman en Éternelle Jeunesse (Reflets d'Ailleurs, Asgard Éditions, 2011).